# وجدي بوعزي
وجدي بوعزي (ولد في القصرين في 16 أوت 1985) هو لاعب كرة قدم دولي بدأ مسيرته الكروية في نادي المستقبل الرياضي بالڨصرين وينشط حاليا في [نادي مسيمير القطري]].

## روابط خارجية
- وجدي بوعزي على موقع الاتحاد الدولي (مؤرشف)  (الإنجليزية)
- وجدي بوعزي على موقع قاعدة بيانات كرة القدم.إي يو (الإنجليزية)
- وجدي بوعزي على موقع ناشيونال فوتبول تيمز (الإنجليزية)
- وجدي بوعزي على موقع Soccerway.com (الإنجليزية)
- وجدي بوعزي على موقع عالم كرة القدم.نت (الإنجليزية)
- وجدي بوعزي على موقع كووورة